# Zentropacup
Der Zentropacup war ein kleines Vierer-Turnier im Fußball, welches vom 3. bis 5. Juli 1951 in Wien unter den Teilnehmern Rapid Wien, Wacker Wien sowie Dinamo Zagreb und Lazio Rom ausgetragen wurde.

## Geschichte
Der Zentropacup war der Versuch den 1940 eingeschlafenen Mitropapokal, einen der größten europäischen Wettbewerbe seiner Zeit, zu beerben und neu aufleben zu lassen. Doch bereits weit vor Turnierbeginn stand der Cup in Kritik. In Konkurrenz zum Zentropacup stand ein in Brasilien bevorstehendes Turnier – die Copa Rio als Klubweltmeisterschaft – für Klubmannschaften (u. a. mit Roter Stern Belgrad, Juventus Turin und Austria Wien). Für dieses wurden die drei bestplatzierten italienische Klubs der Saison 1950/51 eingeladen, so dass für den in Österreich ausgetragenen Wettbewerb nur weniger bedeutende italienische Klubs als Gäste in Frage kamen. Dadurch büßte das Turnier an Stellenwert ein, wurde kritisch beäugt und verlor an Beachtung. So sahen insbesondere die beiden Gastklubs das Turnier als eine durch ihren Verband auferlegte unnötige Bürde. Lazio Rom musste erst nach der Absage auf Grund von Desinteresse von Inter Mailand verpflichtend nachrücken. Letztlich wurde das Viererturnier mit den Mannschaften von Rapid Wien, Wacker Wien, als österreichischer Meister und Vizemeister, sowie mit Lazio Rom und Dinamo Zagreb ausgetragen.
Doch auch die geladenen ausländischen Klubs sahen im Turnier keinen Sinn und bezeichneten ihn als „Farce“. Lazio-Verantwortliche sagten im Nachhinein: „Für eine Neuansetzung des Zentrocups sehen wir schwarz und werden allen Klubs in Italien davon abraten, teilzunehmen.“ Kritisiert wurden neben dem Turniermodus (Hin- und Rückspiele fielen aus, nur eine Partie entschied über Sieg oder Niederlage) auch die Wahl der geladenen Mannschaften (auch Deutschland und Schweiz kämen in Frage). Das ganze Turnier wurde zum Desaster. Nach anfänglich je 25.000 Besuchern in den Halbfinalbegegnungen erschienen zum Endspiel nur noch 9.000 Zuschauer im Praterstadion, was einen finanziellen Misserfolg bedeutete, den die Vereine gleichermaßen zu tragen hatten. Eine Neuauflage des Cups gab es nicht mehr. Erst 1955 wurde der Ursprungswettbewerb, der Mitropacup, wieder ins Leben gerufen.

## Mannschaften
| Land        | Verein        | Platzierung in Vorsaison           | Trainer          |
| ----------- | ------------- | ---------------------------------- | ---------------- |
| Österreich  | Rapid Wien    | 1. (Österreichischer Meister)      | Hans Pesser      |
| Österreich  | Wacker Wien   | 2. (Österreichischer Vize-Meister) | Eduard Frühwirth |
| Jugoslawien | Dinamo Zagreb | 4.                                 | Bernard Hügl     |
| Italien     | Lazio Rom     | 4.                                 | Giuseppe Bigogno |

## Spielergebnisse

### 1. Halbfinale
Im ersten Halbfinale stießen die Mannschaften von Wacker Wien und der jugoslawische Meister Dinamo Zagreb aufeinander. Insgesamt fünf Tore fielen in den 90 Minuten der Begegnung. Wacker stellte bereits in den ersten dreißig Minuten die Weichen für den Finaleinzug und ging mit 2:0 in die Halbzeitpause. Nach Wiederanpfiff bäumte sich Zagreb kurz auf, konnte dann aber zwei weitere Treffer für Wacker nicht verhindern und verpasste damit den Finaleinzug.
| Wacker Wien                                 | Wacker Wien | Dinamo Zagreb | Dinamo Zagreb |
| ------------------------------------------- | --- | --- | ------------- |
| Wacker Wien                                 | \| 3. Juli 1951 in Wien (Praterstadion) \| \| Ergebnis: 4:1 (2:0) \| \| Zuschauer: 26.000 \| \| Schiedsrichter: Giacomo Bertolio ( Italien) \| \| Spielbericht \|                                 | \| 3. Juli 1951 in Wien (Praterstadion) \| \| Ergebnis: 4:1 (2:0) \| \| Zuschauer: 26.000 \| \| Schiedsrichter: Giacomo Bertolio ( Italien) \| \| Spielbericht \|                                                              | Dinamo Zagreb |
| Wacker Wien                                 | Franz Pelikan – Franz Pavuza, Willi Macho, Franz Prak, Josef Cizek, Theodor Brinek, Ernst Bokon, Theodor Wagner, Richard Brousek, Wilhelm Hahnemann, Walter Haummer Cheftrainer: Eduard Frühwirth | Branko Stinčić – Svemir Delić, Tomislav Crnković, Dragomir Horvat, Ivica Horvat, Krešo Pukšec, Branko Režek, Zvonimir Cimermančić, Franjo Wölfl , Željko Čajkovski, Dionizije Dvornić Cheftrainer: Bernard Hügl ( Jugoslawien) | Dinamo Zagreb |
| Wacker Wien                                 | 1:0 Bokon (20.) 2:0 Haummer (31.) 3:1 Brinek (59.) 4:1 Brousek (89.) | 2:1 I. Horvat (54.) | Dinamo Zagreb |
| 3. Juli 1951 in Wien (Praterstadion)        | | |               |
| Ergebnis: 4:1 (2:0)                         | | |               |
| Zuschauer: 26.000                           | | |               |
| Schiedsrichter: Giacomo Bertolio ( Italien) | | |               |
| Spielbericht                                | | |               |

### 2. Halbfinale
Im zweiten Semifinale des Zentropacups standen sich der österreichische Meister Rapid Wien und der vierte der Serie A, Lazio Rom, gegenüber. Wie im ersten Turnierspiel fielen auch hier fünf Tore. Jedoch wurden alle Treffer durch das Wiener Team erzielt. Rapid-Angreifer Erich Probst traf bereits frühzeitig für seine Mannschaft. Im Laufe der Partie gelangen dem Pesser-Team noch vier weitere Tore, wobei Probst noch zweimal erfolgreich war. Die Römer verloren somit mit 0:5, so dass es im Endspiel zum Wien-Wiener Duell kommen sollte.
| Rapid Wien                                      | Rapid Wien | Lazio Rom | Lazio Rom |
| ----------------------------------------------- | --- | --- | --------- |
| Rapid Wien                                      | \| 3. Juli 1951 in Wien (Praterstadion) \| \| Ergebnis: 5:0 (2:0) \| \| Zuschauer: 26.000 \| \| Schiedsrichter: Marijan Matancic ( Jugoslawien) \| \| Spielbericht \|                             | \| 3. Juli 1951 in Wien (Praterstadion) \| \| Ergebnis: 5:0 (2:0) \| \| Zuschauer: 26.000 \| \| Schiedsrichter: Marijan Matancic ( Jugoslawien) \| \| Spielbericht \|                                                                    | Lazio Rom |
| Rapid Wien                                      | Walter Zeman – Max Merkel, Ernst Happel, Alfred Teinitzer, Gerhard Hanappi, Erich Müller, Robert Körner, Johann Riegler, Leopold Gernhardt , Erich Probst, Alfred Körner Cheftrainer: Hans Pesser | Lucidio Sentimenti – Francesco Antonazzi, Zeffiro Furiassi, Romolo Alzani, Stefano Malacarne, Mario Magrini, Aldo Puccinelli, Enrique Flamini , Şükrü Gülesin, Flavio Cecconi, Primo Sentimenti Cheftrainer: Giuseppe Bigogno ( Italien) | Lazio Rom |
| Rapid Wien                                      | 1:0 Probst (15.) 2:0 A. Körner (43.) 3:0 Probst (51.) 4:0 Probst (62.) 5:0 Hanappi (71.) | | Lazio Rom |
| 3. Juli 1951 in Wien (Praterstadion)            | | |           |
| Ergebnis: 5:0 (2:0)                             | | |           |
| Zuschauer: 26.000                               | | |           |
| Schiedsrichter: Marijan Matancic ( Jugoslawien) | | |           |
| Spielbericht                                    | | |           |

### Spiel um Platz 3
| Dinamo Zagreb                               | Dinamo Zagreb | Lazio Rom | Lazio Rom |
| ------------------------------------------- | --- | --- | --------- |
| Dinamo Zagreb                               | \| 5. Juli 1951 in Wien (Praterstadion) \| \| Ergebnis: 2:0 (1:0) \| \| Zuschauer: 9.000 \| \| Schiedsrichter: Alois Beranek ( Österreich) \| \| Spielbericht \|                                                | \| 5. Juli 1951 in Wien (Praterstadion) \| \| Ergebnis: 2:0 (1:0) \| \| Zuschauer: 9.000 \| \| Schiedsrichter: Alois Beranek ( Österreich) \| \| Spielbericht \|                                                                   | Lazio Rom |
| Dinamo Zagreb                               | Branko Stinčić – Svemir Delić, Krešo Pukšec, Ivica Horvat, Dragomir Horvat, Branko Režek, Zvonimir Cimermančić, Božidar Senčar, Dionizije Dvornić, Željko Čajkovski , Aleksandar Benko Cheftrainer: Hans Pesser | Lucidio Sentimenti – Sergio Piacentini, Zeffiro Furiassi, Stefano Malacarne, Romolo Alzani, Mido Bimbi, Aldo Puccinelli, Mario Magrini, Primo Sentimenti, Enrique Flamini , Şükrü Gülesin Cheftrainer: Giuseppe Bigogno ( Italien) | Lazio Rom |
| Dinamo Zagreb                               | 1:0 Čajkovski (25.) 2:0 Dvornić (86.) | | Lazio Rom |
| 5. Juli 1951 in Wien (Praterstadion)        | | |           |
| Ergebnis: 2:0 (1:0)                         | | |           |
| Zuschauer: 9.000                            | | |           |
| Schiedsrichter: Alois Beranek ( Österreich) | | |           |
| Spielbericht                                | | |           |

### Finale
Nach klaren Halbfinalsiegen fanden sich die beiden besten Teams der vergangenen österreichischen Fußballsaison im Endspiel des Wettbewerbs. Wie in den Semi-Partien der Klubs, sollten auch hier fünf Torerfolge verzeichnet werden. Jedoch ging die Begegnung wesentlich enger zur Sache und erst ein später Treffer entschied den Ausgang. Theodor Wagner und Ernst Foreth brachten das Wacker-Team zweimal in Führung, jedoch konnten die Rapid-Akteure Leopold Gernhardt und Erich Probst, mit seinem vierten Turniertreffer, jeweils ausgleichen. Den Schlusspunkt und damit den Erfolg für seinen Verein setzte Verteidiger Ernst Happel, der in der 90. Minute Rapid Wien zum Triumph schoss. Nach 1930, damals noch Mitropacup, war es der erste Erfolg für Rapid in diesem Turnier. Letzter Österreichischer Sieger war 1936 FK Austria Wien.
| Rapid Wien                                  | Rapid Wien | Wacker Wien | Wacker Wien |
| ------------------------------------------- | --- | --- | ----------- |
| Rapid Wien                                  | \| 5. Juli 1951 in Wien (Praterstadion) \| \| Ergebnis: 3:2 (2:0) \| \| Zuschauer: 9.000 \| \| Schiedsrichter: Giuseppe Carpani ( Italien) \| \| Spielbericht \|                                 | \| 5. Juli 1951 in Wien (Praterstadion) \| \| Ergebnis: 3:2 (2:0) \| \| Zuschauer: 9.000 \| \| Schiedsrichter: Giuseppe Carpani ( Italien) \| \| Spielbericht \|                                | Wacker Wien |
| Rapid Wien                                  | Josef Musil – Max Merkel, Ernst Happel, Erich Müller, Gerhard Hanappi, Alfred Teinitzer, Robert Körner, Johann Riegler, Leopold Gernhardt , Erich Probst, Alfred Körner Cheftrainer: Hans Pesser | Franz Pelikan – Franz Pavuza, Willi Macho, Ernst Kozlicek, Josef Cizek, Franz Prak, Ernst Bokon, Theodor Wagner, Richard Brousek, Wilhelm Hahnemann, Ernst Foreth Cheftrainer: Eduard Frühwirth | Wacker Wien |
| Rapid Wien                                  | 1:1 Gernhardt (40.) 2:2 Probst (58.) 3:2 Happel (90.) | 0:1 Wagner (32.) 1:2 Foreth (54.) | Wacker Wien |
| 5. Juli 1951 in Wien (Praterstadion)        | | |             |
| Ergebnis: 3:2 (2:0)                         | | |             |
| Zuschauer: 9.000                            | | |             |
| Schiedsrichter: Giuseppe Carpani ( Italien) | | |             |
| Spielbericht                                | | |             |